# Liste der Historical Markers im Baylor County
Diese Liste gibt einen Überblick über alle Orte und Objekte im texanischen Baylor County, an denen von der Texas Historical Commission so genannte Historical Markers errichtet oder angebracht wurden. Mit diesen Gedenkplatten wird an historisch signifikante Orte, Einrichtungen, Gebäude oder Personen erinnert.
| Objekt                            | Ortschaft     | Datum der Errichtung           | Jahr der Markierung | Atlas Nummer | Anmerkung                                                |
| --------------------------------- | ------------- | ------------------------------ | ------------------- | ------------ | -------------------------------------------------------- |
| Baylor County                     | Baylor County | 1. Feb. 1858                   | 1936                | 5023000340   | Gedenktafel zur Errichtung des Countys                   |
| Baylor County Courthouse          | Seymour       | 1884                           |                     | 4302002217   | abgerissen                                               |
| Baylor County Courthouse          | Seymour       | 1968                           |                     | 4302002218   |                                                          |
| Historical Museum                 | Seymour       |                                |                     | 4200000939   |                                                          |
| Bomarton Cemetery                 | Baylor County |                                |                     | 7023000105   |                                                          |
| Cache Creek Cemetery              | Seymour       | 15. Juni 2009                  |                     | 7023000805   |                                                          |
| Early Community Building          | Seymour       | 1877                           | 1969                | 5023000001   |                                                          |
| Edward D. and Mary S. Miller      | Seymour       |                                | 1971                | 5023001396   | Mitbegründer der Siedlung Seymore; Grabmarkierung        |
| England Cemetery                  | Baylor County |                                |                     | 7023000405   |                                                          |
| First Christian Church of Seymour | Seymour       | 1884                           | 1970                | 5023001717   |                                                          |
| Henson Cemetery                   | Baylor County |                                |                     | 7023000905   |                                                          |
| Mary’s Creek School               | Bomarton      | 1908                           | 2007                | 5507013899   |                                                          |
| Near Route of The Western Trail   | Seymour       | 1876 – 1887                    | 1972                | 5023005766   | Weg der Rinderherden von Texas nach Kansas               |
| Riverview Cemetery                | Baylor County |                                |                     | 7023000505   |                                                          |
| Round Timber Cemetry              | Baylor County |                                |                     | 7023000205   |                                                          |
| Round Timber Baptist Church       | Seymour       | 1879                           | 2009                | 5507015741   |                                                          |
| Round Timber Community            | Seymour       | 1863                           | 1972                | 5023004361   | Erinnerungstafel zur Gründung des Ortsteils Round Timber |
| St. John Catholic Church          | Bormanton     | 1909                           | 1970                | 5023005036   |                                                          |
| Westover                          | Seymour       | 1910                           | 2002                | 5023012745   | Erinnerungstafel zur Gründung des Ortsteils Westover     |
| Westover School                   | Seymour       | 1910 – 1950                    | 2002                | 5023012746   | abgerissen; die Tafel bezeichnet den ehemaligen Standort |
| William Lewis Ellis               | Seymour       | 25. Jan. 1861 – 6. August 1916 | 1969                | 5023005837   | Sheriff; Grabmarkierung                                  |
| Woodman Cemetery                  | Baylor County |                                |                     | 7023000705   |                                                          |
| Namenloser Friedhof               | Baylor County |                                |                     | 7023000605   | Zwischen Riverview und Woodman Cemetery                  |
| Namenloser Friedhof               | Baylor County |                                |                     | 7023000305   | Bei Westover                                             |

Hinweis: Die Atlas-Nummer ist mit dem Objekt-Eintrag in der Datenbank der Texas Historic Sites der Texas Historical Commission verlinkt und führt auf deren Website.